# Naisey-les-Granges
Naisey-les-Granges ist eine französische Gemeinde mit 822 Einwohnern (Stand: 1. Januar 2022) im Département Doubs in der Region Bourgogne-Franche-Comté.

## Geographie
Naisey-les-Granges liegt auf 474 m, etwa 16 Kilometer östlich der Stadt Besançon (Luftlinie). Das Dorf erstreckt sich im westlichen Jura, auf dem sogenannten ersten Plateau am südlichen Rand des Beckens von Saône, am Fuß des Höhenrückens der Côte d’Anroz.
Die Fläche des 25,13 km² großen Gemeindegebiets umfasst einen Abschnitt des westlichen französischen Juras. Der nördliche Teil des Gebietes wird vom breiten ersten Juraplateau eingenommen, das durchschnittlich auf 450 m liegt und gegen Süden leicht ansteigt. Es bildet ein weites Becken ohne oberirdischen Abfluss, weil das Niederschlagswasser im verkarsteten Untergrund versickert. Im Bereich von Naisey-les-Granges ist das Plateau überwiegend von Acker- und Wiesland, teils auch von Wald bestanden. Im Norden liegt die Grenze im ausgedehnten Waldgebiet der Forêt de Chauley. Nach Süden erstreckt sich das Gemeindeareal auf den langgezogenen, bewaldeten Höhenrücken der Côte d’Anroz, auf der mit 715 m die höchste Erhebung von Naisey-les-Granges erreicht wird. Die südliche Grenze bildet der Petit Mont am Rand des Plateaus von Valdahon. Im Osten reicht der Gemeindeboden bis in das Trockental von Les Chasaux.
Die Doppelgemeinde Naisey-les-Granges besteht aus den beiden Ortsteilen Naisey (474 m) am Nordfuß der Côte d’Anroz und Granges-de-Vienney (550 m) an erhöhter Lage am Westabhang der Côte d’Anroz sowie einigen Hofgruppen und Einzelhöfen. Nachbargemeinden von Naisey-les-Granges sind Bouclans im Norden, Gonsans im Osten, Verrières-du-Grosbois und L’Hôpital-du-Grosbois im Süden sowie Mamirolle und La Chevillotte im Westen.

## Geschichte
Im Mittelalter gehörte Naisey zur Herrschaft Montfaucon. Zusammen mit der Franche-Comté gelangte das Dorf mit dem Frieden von Nimwegen 1678 an Frankreich. Zu einer Gebietsveränderung kam es 1972, als die vorher selbständigen Gemeinden Naisey und Granges-de-Vienney zur neuen Gemeinde Naisey-les-Granges fusionierten.

## Sehenswürdigkeiten

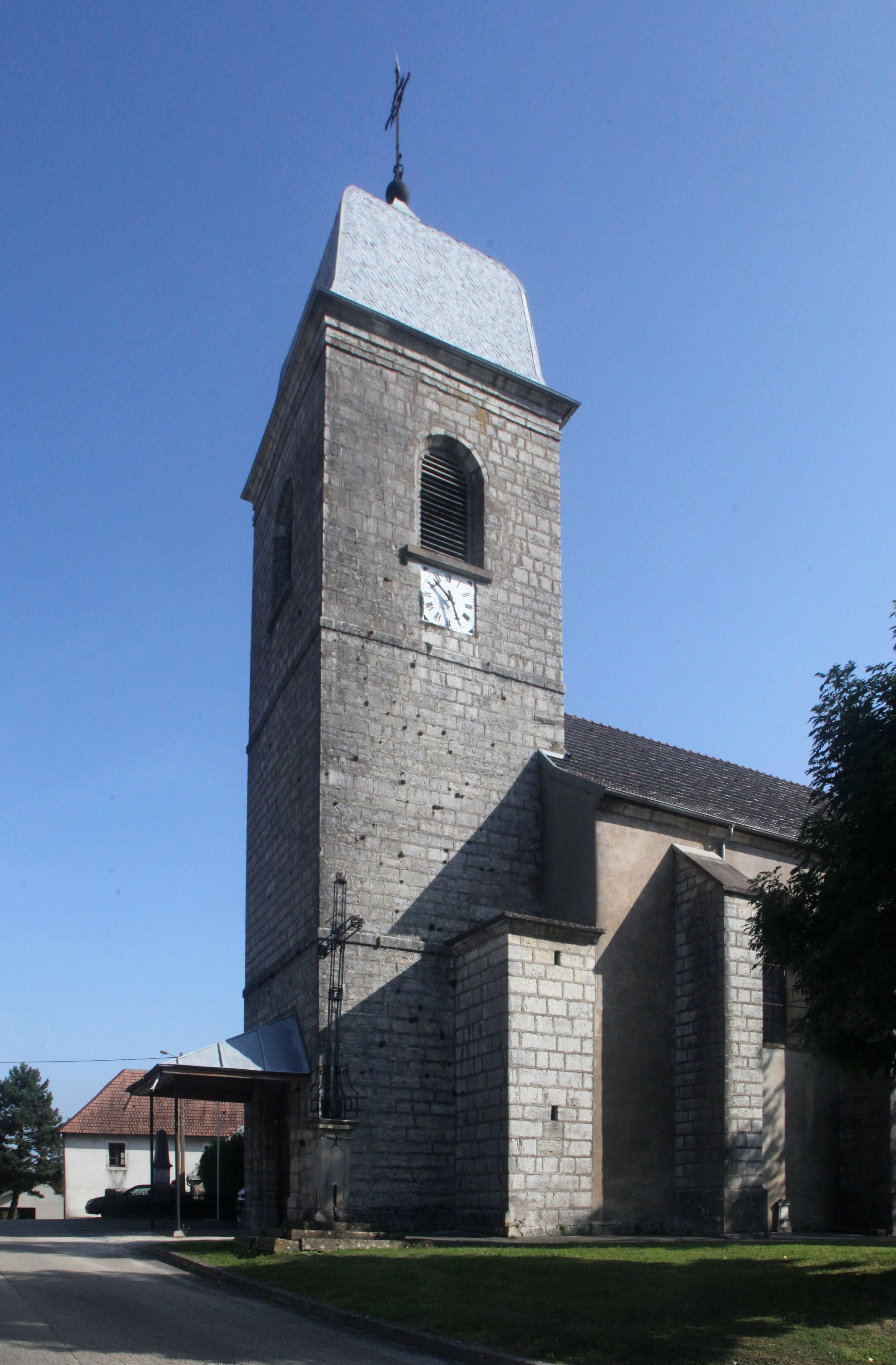
Kirche Saint-Antide

Die einschiffige Dorfkirche Saint-Antide in Naisey wurde von 1764 bis 1770 erbaut. Im Ortskern sind verschiedene Bauernhäuser im charakteristischen Stil der Franche-Comté aus dem 17. bis 19. Jahrhundert erhalten.

## Bevölkerung
| Jahr                       | 1962 | 1968 | 1975 | 1982 | 1990 | 1999 | 2008 | 2018 |
| Einwohner                  | 435  | 436  | 442  | 470  | 534  | 597  | 706  | 795  |
| Quellen: Cassini und INSEE |      |      |      |      |      |      |      |      |

Mit 822 Einwohnern (Stand 1. Januar 2022) gehört Naisey-les-Granges zu den kleinen Gemeinden des Départements Doubs. Nachdem die Einwohnerzahl in der ersten Hälfte des 20. Jahrhunderts deutlich abgenommen hatte (1881 wurden noch 644 Personen gezählt), wurde seit Mitte der 1970er Jahre wieder ein kontinuierliches Bevölkerungswachstum verzeichnet.

## Wirtschaft und Infrastruktur
Naisey-les-Granges war bis weit ins 20. Jahrhundert hinein ein vorwiegend durch die Landwirtschaft (Ackerbau, Obstbau und Viehzucht) und die Forstwirtschaft geprägtes Dorf. Daneben gibt es heute einige Betriebe des lokalen Kleingewerbes. Mittlerweile hat sich das Dorf auch zu einer Wohngemeinde gewandelt. Viele Erwerbstätige sind Wegpendler, die in den größeren Ortschaften der Umgebung ihrer Arbeit nachgehen.
Die Ortschaft liegt abseits der größeren Durchgangsstraßen an einer Departementsstraße, die von Saône nach Gonsans führt. Weitere Straßenverbindungen bestehen mit Bouclans und L’Hôpital-du-Grosbois.